# Eric Norin
Eric Norin, född 22 oktober 1991 i Täby, är en svensk professionell ishockeyspelare som för närvarande är klubblös.